# Регіональний природничий музей (Пловдив)
Регіональний природничий музей – це друга за величиною експозиція в Болгарії та перша в місті Пловдив.
Вперше виставка в закладі була відкрита 8 травня 1960 року і знайомила відвідувачів з флорою та фауною болгарських земель, а також корисними копалинами, які приховані в надрах землі. 
Зокрема для відвідувачів були відкриті такі секції як: «Еволюція організмів і нежива природа», «Рослини», «Безхребетні тварини», «Хребетні – риби, земноводні, плазуни, птахи і ссавці».
На початку 70-х років ХХ століття музейний фонд було розширено. Так 1974 року завдяки зусиллям співробітників музею було оновлено та відповідно оформлено приміщення під відділи «Геологія», «Ботаніка», «Мінерали Родопського масиву», «Їстівні та отруйні гриби», Охоронювані природні об'єкти і рослини Пловдивського області» та «Прісноводні».
Для забезпечення комфортних умов екзотичним і декоративним рослинам спеціально встановили 44 акваріуми.
З 1985 року в природничому музею для відвідувачів відкрита експозиція, що дає змогу ознайомитися з різноманітними жителями підводного світу. Зокрема тут є морські зірки з океанічних берегів Анголи, екзотичні равлики, молюски, риби та корали. Все це можна побачити у відділеннях «Морське дно» та «Риби».
2006 року заклад отримує статус регіонального і змінює свою назву.
Окрім численних виставок та тематичних експозицій музею, до його комплексу входить ще й бібліотека. В її будівлі зберігаються  близько восьми тисяч різних друкованих видань на природничу тематику як болгарською, так і багатьма іншими мовами.

## Використані джерела
1.За матералами сайту http://trave2linfo.jimdo.com/2016/01/01/природничий-музей/%5Bнедоступне+посилання+з+липня+2019%5D